# Pelóri
De Pelóri is een fictieve bergketen uit de werken van J.R.R. Tolkien.
De bergketen scheidt Valinor van Eldamar en de omliggende gebieden Araman en Avathar ter bescherming van de landen van Valinor. Taniquetil is de hoogste berg van de Pelóri. Op deze berg staat de troon van Manwë, de hoogste van de Valar. De Zalen van Mandos bevinden zich in de uitlopers van de noordelijke Pelóri.